# Clupeosoma atristriata
Clupeosoma atristriata là một loài bướm đêm trong họ Crambidae.